# Frusentjärnen
Frusentjärnen är en sjö i Lycksele kommun i Lappland och ingår i Umeälvens huvudavrinningsområde. Sjön har en area på 0,101 kvadratkilometer och ligger 379,6 meter över havet.

## Delavrinningsområde
Frusentjärnen ingår i det delavrinningsområde (719036-159486) som SMHI kallar för Mynnar i Paubäcken. Medelhöjden är 385 meter över havet och ytan är 1,62 kvadratkilometer. Det finns inga avrinningsområden uppströms utan avrinningsområdet är högsta punkten. Vattendraget som avvattnar avrinningsområdet har biflödesordning 3, vilket innebär att vattnet flödar genom totalt 3 vattendrag innan det når havet efter 219 kilometer. Avrinningsområdet består mestadels av skog (57 procent) och sankmarker (24 procent). Avrinningsområdet har 0,16 kvadratkilometer vattenytor vilket ger det en sjöprocent på 10 procent.